# Hörste (Halle)

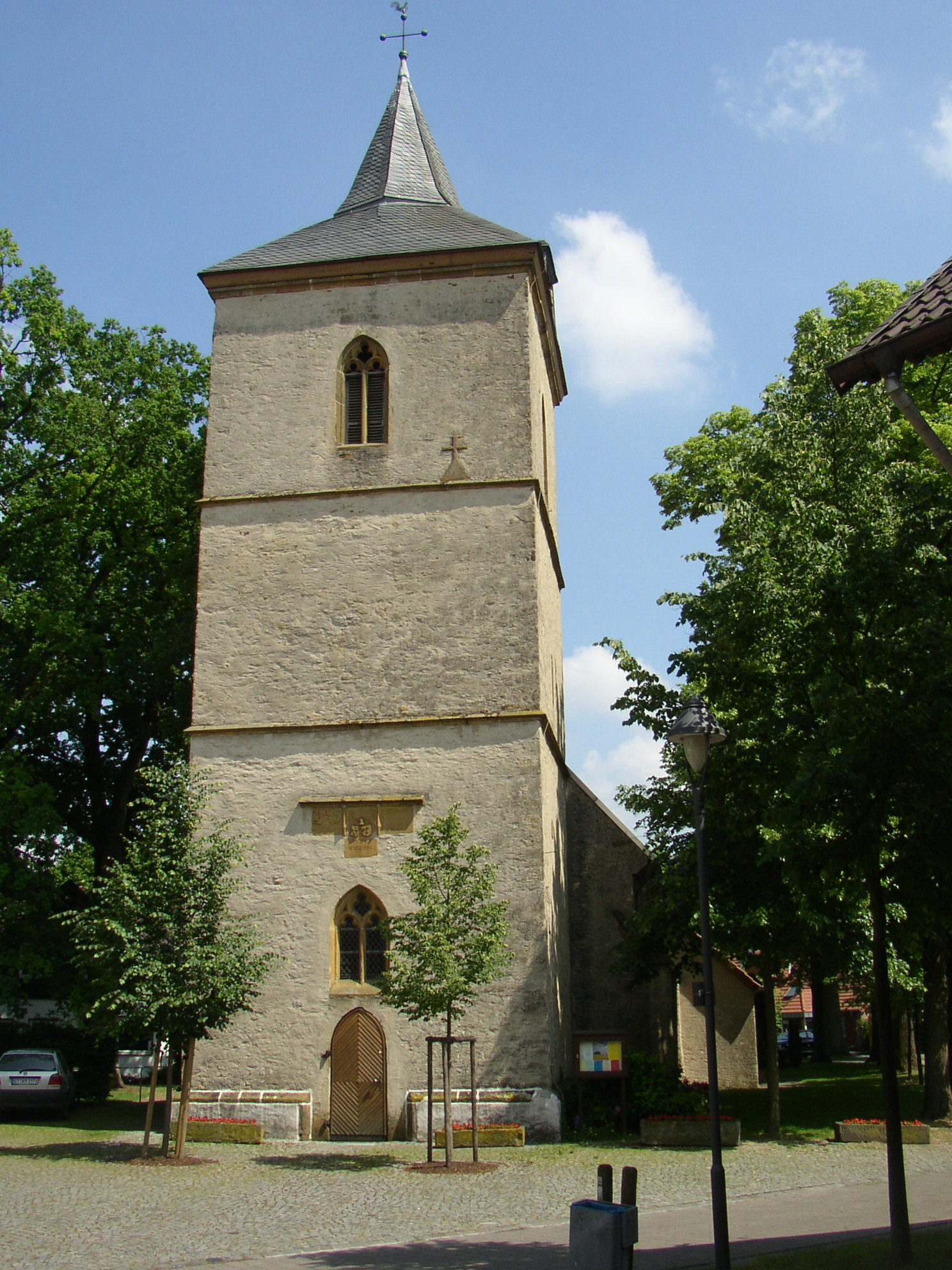
Die evangelische Kirche von Hörste

Hörste ist ein Ortsteil von Halle (Westf.) im Kreis Gütersloh in Nordrhein-Westfalen.

## Geographie
Hörste liegt zwischen Halle/Westfalen, Versmold und Borgholzhausen in Sichtweite des
Teutoburger Waldes. Den Ortskern markiert die Dorfkirche. In deren Umgebung befinden sich die alteingesessenen Gaststätten Gerhold's und Vögeding und die alte Schule, die heute ein Teil der Grundschule Hörste ist. Durch den Ortskern fließen der Ruthebach und der Loddenbach. Das Dorf ist geprägt von seiner ländlichen Umgebung.

## Geschichte
Der Ortsname stammt vermutlich aus dem Germanischen und bedeutet Hursti-Waldsiedlung. Urkundlich erwähnt wurde der Ort erstmals 1056. Er ist damit älter als die Stadt Halle. Bis zur Franzosenzeit war Hörste eine Bauerschaft in der Vogtei Halle im Amt Ravensberg der Grafschaft Ravensberg. Hörste gehörte anschließend von 1807 bis 1810 zum Kanton Halle im Königreich Westphalen. Nach der Annexion großer Teile Norddeutschlands durch Frankreich verlief seit 1811 die neue Staatsgrenze zwischen dem Königreich Westphalen und Frankreich quer durch die Bauerschaft. Ein Teil von Hörste wurde dem Kanton Versmold im französischen Departement der Oberen Ems angegliedert, während der andere Teil im Königreich Westphalen verblieb und dem Kanton Brockhagen im Departement der Fulda zugeordnet wurde. Hörste wurde 1813 wieder preußisch, kam 1816 zum neuen Kreis Halle und gehörte dort zum Amt Halle. 
Am 1. Januar 1973 wurde Hörste durch das Bielefeld-Gesetz in die Stadt Halle eingemeindet.

### Einwohnerentwicklung
Nachfolgend dargestellt ist die Einwohnerentwicklung von Hörste im jeweiligen Gebietsstand in der Zeit als selbständige Gemeinde im Kreis Halle. In der Tabelle werden auch die Einwohnerzahlen von 1970 (Volkszählungsergebnis) und 1972 sowie des Ortsteils Hörste (Angaben seit 2006) angegeben.
| \| Jahr \| Einwohner \| \| ------- \| --------- \| \| 1799[7] \| 0972 \| \| 1817 \| 0842 \| \| 1900 \| 0985 \| \| 1939 \| 1004 \| \| 1946 \| 1449 \| \| 1961 \| 1498 \| \| 1965 \| 1486 \| \| 1970 \| 1462 \| \| 1972 \| 1469 \| \| 2006 \| 1690 \| \| 2011 \| 1666 \| \| 2019 \| 1631 \| \| 2022 \| 1638 \| |           |
| Jahr | Einwohner |
| 1799 | 0972      |
| 1817 | 0842      |
| 1900 | 0985      |
| 1939 | 1004      |
| 1946 | 1449      |
| 1961 | 1498      |
| 1965 | 1486      |
| 1970 | 1462      |
| 1972 | 1469      |
| 2006 | 1690      |
| 2011 | 1666      |
| 2019 | 1631      |
| 2022 | 1638      |

## Gesellschaft und Kultur
Das aktive Dorfleben ist vor allem durch sein Vereinsleben bestimmt. Die Freiwillige Feuerwehr Hörste, die Kyffhäuser-Kameradschaft, der Männergesangverein, der Heimatverein und die Turngemeinde Hörste organisieren jedes Jahr drei Feste: den Christkindlmarkt, den Hörster Bummel und das Hörster Volksfest (Hemdsärmelball), das im Jahr 2005 bereits zum 50. Mal stattfand. Ein weiteres Ereignis stellt die Sonnenblumenparty, die so genannte „Party im gelben See“, dar. Im Jahr 2006 kamen etwa 5.000 Besucher nach Hörste, um zu Live- und Partymusik im Festzelt zu feiern. Außerdem gibt es in Hörste bei der Kyffhäuser-Kameradschaft die Möglichkeit, Schießsport auszuüben.

## Sport
Ein Großteil der Hörsteraner ist Mitglied im örtlichen Sportverein, der TG Hörste von 1932 e. V. Die Schwerpunkte der TG Hörste bilden die Handball- und die Fußballabteilung sowie Tennis, Karate, verschiedene Turngruppen, eine Aerobic-Gruppe und eine Multiple-Sklerose-Gruppe. Mit Stand Januar 2023 hat die TG Hörste 1059 Mitglieder.
Hörste gilt als „Handballdorf“. Die erste Frauenmannschaft stieg im Jahre 2022 in die viertklassige Oberliga Westfalen auf, während die erste Männermannschaft ein Jahr später nachzog. Die weibliche A-Jugend qualifizierte sich 2018 für die Bundesliga. Die Heimspiele werden in den Sporthallen an der Gesamtschule Halle ausgetragen.
Die Fußballabteilung wurde im Mai 1973 gegründet. Die erste Mannschaft spielt seit dem Aufstieg im Jahre 2019 in der Bielefelder Kreisliga B. In der Saison 1980/81, von 1985 bis 1989 sowie in der Saison 1992/93 spielten die Hörster in der Kreisliga A. Ursprünglich spielten die Fußballer auf dem Hartplatz an der Tiegstraße, bevor im Jahre 2001 der heute genutzte Rasenplatz an der Versmolder Straße mit einem Freundschaftsspiel gegen Arminia Bielefeld eröffnet wurde.

## Söhne und Töchter der Stadt
- Wilhelm Fronemann (* 1880 in Hörste; † 1954 in Köppern / Taunus), deutscher Pädagoge und Schriftsteller
- Paul Kirchhoff (* 1900 in Hörste; † 1972 in Mexiko-Stadt), deutscher Philosoph und Anthropologe, der 1943 den Begriff Mesoamerika einführte